# Krasobruslení na Zimních olympijských hrách 2018 – smíšená družstva
Soutěže v krasobruslení týmů na Zimních olympijských hrách 2018 proběhly od 9. do 12. února 2018 ve sportovní hale Gangneung Ice Arena v Kangnungu.

## Výsledky
| P                | Země                         |    | Krátký program | Krátký program | Krátký program | Krátký program | Volné jízdy | Volné jízdy | Volné jízdy | Volné jízdy | Body celkem |
| P                | Země                         | M  | SD             | TP             | Ž              | SD             | M           | Ž           | TP          |             | Body celkem |
| ---------------- | ---------------------------- | -- | -------------- | -------------- | -------------- | -------------- | ----------- | ----------- | ----------- | ----------- | ----------- |
| Zlatá medaile    | Kanada                       | B: | 8              | 9              | 10             | 8              | 10          | 10          | 8           | 10          | 73          |
| Zlatá medaile    | Kanada                       | P: | 3.             | 2.             | 1.             | 3.             | 1.          | 1.          | 3.          | 1.          | 73          |
| Stříbrná medaile | Olympijští sportovci z Ruska | B: | 3              | 10             | 8              | 10             | 8           | 9           | 10          | 8           | 66          |
| Stříbrná medaile | Olympijští sportovci z Ruska | P: | 8.             | 1.             | 3.             | 1.             | 3.          | 2.          | 1.          | 3.          | 66          |
| Bronzová medaile | Spojené státy americké       | B: | 7              | 7              | 9              | 6              | 7           | 8           | 9           | 9           | 62          |
| Bronzová medaile | Spojené státy americké       | P: | 4.             | 4.             | 2.             | 5.             | 4.          | 3.          | 2.          | 2.          | 62          |
| 4.               | Itálie                       | B: | 6              | 4              | 7              | 9              | 9           | 7           | 7           | 7           | 56          |
| 4.               | Itálie                       | P: | 5.             | 7.             | 4.             | 2.             | 2.          | 4.          | 4.          | 4.          | 56          |
| 5.               | Japonsko                     | B: | 10             | 3              | 6              | 7              | 6           | 6           | 6           | 6           | 50          |
| 5.               | Japonsko                     | P: | 1.             | 8.             | 5.             | 4.             | 5.          | 5.          | 5.          | 5.          | 50          |
| 6.               | Čína                         | B: | 4              | 6              | 4              | 4              |             |             |             |             | 18          |
| 6.               | Čína                         | P: | 7.             | 5.             | 7.             | 7.             |             |             |             |             | 18          |
| 7.               | Německo                      | B: | 2              | 8              | 3              | 3              |             |             |             |             | 16          |
| 7.               | Německo                      | P: | 9.             | 3.             | 8.             | 8.             |             |             |             |             | 16          |
| 8.               | Izrael                       | B: | 9              | 2              | 1              | 1              |             |             |             |             | 13          |
| 8.               | Izrael                       | P: | 2.             | 9.             | 10.            | 10.            |             |             |             |             | 13          |
| 8.               | Francie                      | B: | 1              | 5              | 5              | 2              |             |             |             |             | 13          |
| 8.               | Francie                      | P: | 10.            | 6.             | 6.             | 9.             |             |             |             |             | 13          |
| 8.               | Jižní Korea                  | B: | 5              | 1              | 2              | 5              |             |             |             |             | 13          |
| 8.               | Jižní Korea                  | P: | 6.             | 10.            | 9.             | 6.             |             |             |             |             | 13          |

Reference: 

## Výsledky podrobně

### Volné jízdy

#### Muži
- Datum: 12.2.2018
- Čas: 10:00 KST

| P  | SP | Jméno                 | Body za TP | Programové komponenty | Programové komponenty | Programové komponenty | Programové komponenty | Programové komponenty | Body za PK, PK(2) | Bodové srážky | Body celkem |
| P  | SP | Jméno                 | Body za TP | BD                    | SP                    | PP                    | CH                    | IH                    | Body za PK, PK(2) | Bodové srážky | Body celkem |
| -- | -- | --------------------- | ---------- | --------------------- | --------------------- | --------------------- | --------------------- | --------------------- | ----------------- | ------------- | ----------- |
| 1. | 4  | Patrick Chan (CAN)    | 87,67      | 9,50                  | 9,29                  | 8,93                  | 9,39                  | 9,43                  | 93,08             | 1             | 179,75      |
| 2. | 1  | Michail Koljada (OAR) | 88,35      | 8,82                  | 8,43                  | 8,61                  | 8,57                  | 8,68                  | 86,22             | 1             | 173,57      |
| 3. | 3  | Adam Rippon (USA)     | 86,20      | 8,61                  | 8,39                  | 8,82                  | 8,75                  | 8,82                  | 86,78             | 0             | 172,98      |
| 4. | 2  | Matteo Rizzo (ITA)    | 78,77      | 7,64                  | 7,39                  | 8,18                  | 7,71                  | 7,75                  | 77,34             | 0             | 156,11      |
| 5. | 5  | Kendži Takana (JPN)   | 72,02      | 8,00                  | 7,57                  | 7,50                  | 7,96                  | 7,64                  | 77,34             | 1             | 148,36      |

Reference: 

#### Ženy
- Datum: 12.2.2018
- Čas: 11:10 KST

| P  | SP | Jméno                      | Body za TP | Programové komponenty | Programové komponenty | Programové komponenty | Programové komponenty | Programové komponenty | Body za PK, PK(1,6) | Bodové srážky | Body celkem |
| P  | SP | Jméno                      | Body za TP | BD                    | SP                    | PP                    | CH                    | IH                    | Body za PK, PK(1,6) | Bodové srážky | Body celkem |
| -- | -- | -------------------------- | ---------- | --------------------- | --------------------- | --------------------- | --------------------- | --------------------- | ------------------- | ------------- | ----------- |
| 1. | 5  | Alina Zagitovová (OAR)     | 83,06      | 9,21                  | 9,29                  | 9,57                  | 9,39                  | 9,43                  | 75,02               | 0             | 158,08      |
| 2. | 1  | Mirai Nagasuová (USA)      | 73,38      | 8,25                  | 7,64                  | 8,32                  | 7,89                  | 8,00                  | 64,15               | 0             | 137,53      |
| 3. | 3  | Gabrielle Dalemanová (CAN) | 68,86      | 8,71                  | 8,18                  | 8,71                  | 8,5                   | 8,57                  | 68,28               | 0             | 137,14      |
| 4. | 4  | Carolina Kostnerová (ITA)  | 59,73      | 9,39                  | 9,07                  | 9,00                  | 9,46                  | 9,50                  | 74,27               | 0             | 134,00      |
| 5. | 2  | Kaori Sakamotová (JPN)     | 65,51      | 8,32                  | 8,11                  | 8,32                  | 8,39                  | 8,36                  | 66,4                | 0             | 131,91      |

Reference: 

#### Sportovní dvojice
- Datum: 11.2.2018
- Čas: 13:40 KST

| P  | SP | Jméno                                             | Body za TP | Programové komponenty | Programové komponenty | Programové komponenty | Programové komponenty | Programové komponenty | Body za PK, PK(1,6) | Bodové srážky | Body celkem |
| P  | SP | Jméno                                             | Body za TP | BD                    | SP                    | PP                    | CH                    | IH                    | Body za PK, PK(1,6) | Bodové srážky | Body celkem |
| -- | -- | ------------------------------------------------- | ---------- | --------------------- | --------------------- | --------------------- | --------------------- | --------------------- | ------------------- | ------------- | ----------- |
| 1. | 4  | Meagan Duhamelová a Eric Radford (CAN)            | 77,26      | 8,96                  | 8,79                  | 8,96                  | 8,93                  | 8,89                  | 71,25               | 0             | 148,51      |
| 2. | 2  | Valentina Marcheiová a Ondřej Hotárek (ITA)       | 72,02      | 8,18                  | 8,21                  | 8,54                  | 8,64                  | 8,57                  | 67,42               | 1             | 138,44      |
| 3. | 5  | Natalija Zabijaková a Alexandr Enbert (OAR)       | 68,06      | 8,39                  | 8,07                  | 8,18                  | 8,39                  | 8,36                  | 66,22               | 1             | 133,28      |
| 4. | 3  | Alexa Scimecaová Knierimová a Chris Knierim (USA) | 64,82      | 7,82                  | 7,68                  | 7,82                  | 7,96                  | 7,93                  | 62,74               | 1             | 126,56      |
| 5. | 1  | Miu Suzakiová a Rjúiči Kihara (JPN)               | 49,24      | 6,39                  | 5,93                  | 6,04                  | 6,29                  | 6,25                  | 49,43               | 1             | 97,67       |

Reference: 

#### Taneční páry
- Datum: 12.2.2018
- Čas: 12:20 KST

| P  | SP | Jméno                                         | Body za TP | Programové komponenty | Programové komponenty | Programové komponenty | Programové komponenty | Programové komponenty | Body za PK, PK(1,2) | Bodové srážky | Body celkem |
| P  | SP | Jméno                                         | Body za TP | BD                    | SP                    | PP                    | CH                    | IH                    | Body za PK, PK(1,2) | Bodové srážky | Body celkem |
| -- | -- | --------------------------------------------- | ---------- | --------------------- | --------------------- | --------------------- | --------------------- | --------------------- | ------------------- | ------------- | ----------- |
| 1. | 5  | Tessa Virtueová a Scott Moir (CAN)            | 59,25      | 9,61                  | 9,61                  | 9,93                  | 9,93                  | 9,96                  | 58,85               | 0             | 118,10      |
| 2. | 4  | Maia Shibutaniová a Alex Shibutani (USA)      | 56,41      | 9,32                  | 9,18                  | 9,36                  | 9,18                  | 9,29                  | 55,60               | 0             | 112,01      |
| 3. | 3  | Jekatěrina Bobrovová a Dmitrij Solovjev (OAR) | 54,72      | 9,21                  | 9,11                  | 9,36                  | 9,36                  | 9,39                  | 55,71               | 0             | 110,43      |
| 4. | 2  | Anna Cappelliniová a Luca Lanotte (ITA)       | 52,70      | 8,96                  | 8,79                  | 9,07                  | 9,14                  | 9,29                  | 54,30               | 0             | 107,00      |
| 5. | 1  | Kana Muramotová a Chris Reed (JPN)            | 44,69      | 7,32                  | 7,29                  | 7,14                  | 7,68                  | 7,39                  | 44,19               | 1             | 87,88       |

Reference: 

### Krátký program

#### Muži
- Datum: 9.2.2018
- Čas: 10:00 KST

| P   | SP | Jméno                   | Body za TP | Programové komponenty | Programové komponenty | Programové komponenty | Programové komponenty | Programové komponenty | Body za PK, PK(1) | Bodové srážky | Body celkem |
| P   | SP | Jméno                   | Body za TP | BD                    | SP                    | PP                    | CH                    | IH                    | Body za PK, PK(1) | Bodové srážky | Body celkem |
| --- | -- | ----------------------- | ---------- | --------------------- | --------------------- | --------------------- | --------------------- | --------------------- | ----------------- | ------------- | ----------- |
| 1.  | 10 | Šóma Uno (JPN)          | 56,64      | 9,36                  | 9,25                  | 9,25                  | 9,39                  | 9,36                  | 46,61             | 0             | 103,25      |
| 2.  | 7  | Oleksij Byčenko (ISR)   | 47,59      | 8,07                  | 7,82                  | 8,43                  | 8,29                  | 8,29                  | 40,9              | 0             | 88,49       |
| 3.  | 6  | Patrick Chan (CAN)      | 38,56      | 9,21                  | 9,07                  | 8,5                   | 9,14                  | 9,18                  | 45,1              | 2             | 81,66       |
| 4.  | 8  | Nathan Chen (USA)       | 37,73      | 8,89                  | 8,75                  | 8,46                  | 8,96                  | 8,82                  | 43,88             | 1             | 80,61       |
| 5.  | 5  | Matteo Rizzo (ITA)      | 40,6       | 7,39                  | 7,18                  | 7,64                  | 7,5                   | 7,46                  | 37,17             | 0             | 77,77       |
| 6.  | 1  | Čcha Čun-hwan (KOR)     | 40,71      | 7,46                  | 7,25                  | 7,46                  | 7,46                  | 7,36                  | 36,99             | 0             | 77,7        |
| 7.  | 4  | Jen Chan (CHN)          | 38,28      | 8,46                  | 8,07                  | 7,71                  | 8,29                  | 8,29                  | 40,82             | 2             | 77,1        |
| 8.  | 9  | Michail Koljada (OAR)   | 33,75      | 8,75                  | 8,39                  | 8,11                  | 8,75                  | 8,61                  | 42,61             | 2             | 74,36       |
| 9.  | 2  | Paul Fentz (GER)        | 34,54      | 6,96                  | 6,61                  | 6,39                  | 7                     | 6,82                  | 33,78             | 2             | 66,32       |
| 10. | 3  | Chafik Besseghier (FRA) | 26,93      | 6,96                  | 6,5                   | 6,71                  | 6,96                  | 7                     | 34,13             | 0             | 61,06       |

Reference: 

#### Ženy
- Datum: 11.2.2018
- Čas: 11:45 KST

| P   | SP | Jméno                       | Body za TP | Programové komponenty | Programové komponenty | Programové komponenty | Programové komponenty | Programové komponenty | Body za PK, PK(0,8) | Bodové srážky | Body celkem |
| P   | SP | Jméno                       | Body za TP | BD                    | SP                    | PP                    | CH                    | IH                    | Body za PK, PK(0,8) | Bodové srážky | Body celkem |
| --- | -- | --------------------------- | ---------- | --------------------- | --------------------- | --------------------- | --------------------- | --------------------- | ------------------- | ------------- | ----------- |
| 1.  | 9  | Jevgenija Medveděvová (OAR) | 42,83      | 9,54                  | 9,43                  | 9,57                  | 9,57                  | 9,68                  | 38,23               | 0             | 81,06       |
| 2.  | 7  | Carolina Kostnerová (ITA)   | 36,96      | 9,54                  | 9,32                  | 9,5                   | 9,68                  | 9,64                  | 38,14               | 0             | 75,1        |
| 3.  | 10 | Kaetlyn Osmondová (CAN)     | 35,1       | 9,11                  | 8,89                  | 8,96                  | 9,18                  | 9,21                  | 36,28               | 0             | 71,38       |
| 4.  | 8  | Satoko Miyaharaová (JPN)    | 34,33      | 8,71                  | 8,39                  | 8,71                  | 8,68                  | 8,79                  | 34,62               | 0             | 68,95       |
| 5.  | 6  | Bradie Tennellová (USA)     | 38,94      | 7,54                  | 7,29                  | 7,68                  | 7,54                  | 7,46                  | 30                  | 0             | 68,94       |
| 6.  | 5  | Čchö Ta-pin (KOR)           | 37,16      | 7,29                  | 6,79                  | 7,29                  | 7,18                  | 7,18                  | 28,57               | 0             | 65,73       |
| 7.  | 4  | Li Siang-ning (CHN)         | 32,65      | 6,61                  | 6,14                  | 6,64                  | 6,46                  | 6,61                  | 25,97               | 0             | 58,62       |
| 8.  | 2  | Nicole Schottová (GER)      | 29,35      | 6,89                  | 6,5                   | 6,64                  | 6,86                  | 6,82                  | 26,97               | 1             | 55,32       |
| 9.  | 3  | Maé-Bérénice Méitéová (FRA) | 22,79      | 6,29                  | 6                     | 6,04                  | 6,32                  | 6,39                  | 24,83               | 1             | 46,62       |
| 10. | 1  | Aimee Buchananová (ISR)     | 25,07      | 5,32                  | 4,96                  | 5,36                  | 5,39                  | 5,5                   | 21,23               | 0             | 46,3        |

Reference: 

#### Sportovní dvojice
- Datum: 9.2.2018
- Čas: 11:45 KST

| P   | SP | Jméno                                             | Body za TP | Programové komponenty | Programové komponenty | Programové komponenty | Programové komponenty | Programové komponenty | Body za PK, PK(0,8) | Bodové srážky | Body celkem |
| P   | SP | Jméno                                             | Body za TP | BD                    | SP                    | PP                    | CH                    | IH                    | Body za PK, PK(0,8) | Bodové srážky | Body celkem |
| --- | -- | ------------------------------------------------- | ---------- | --------------------- | --------------------- | --------------------- | --------------------- | --------------------- | ------------------- | ------------- | ----------- |
| 1.  | 10 | Jevgenija Tarasovová a Vladimir Morozov (OAR)     | 43,78      | 9,43                  | 9,07                  | 9,39                  | 9,32                  | 9,21                  | 37,14               | 0             | 80,92       |
| 2.  | 7  | Meagan Duhamelová a Eric Radford (CAN)            | 41,08      | 8,82                  | 8,71                  | 9                     | 8,96                  | 8,86                  | 35,49               | 0             | 76,57       |
| 3.  | 6  | Aljona Savčenková a Bruno Massot (GER)            | 39,33      | 9,21                  | 9,18                  | 9,21                  | 9,36                  | 9,32                  | 37,03               | 1             | 75,36       |
| 4.  | 8  | Alexa Scimecaová Knierimová a Chris Knierim (USA) | 38,41      | 7,86                  | 7,57                  | 7,96                  | 7,89                  | 7,89                  | 31,34               | 0             | 69,75       |
| 5.  | 5  | Jü Siao-jü a Čang Chao (CHN)                      | 37,2       | 8,29                  | 8,14                  | 8,07                  | 8,43                  | 8,29                  | 32,97               | 1             | 69,17       |
| 6.  | 1  | Vanessa Jamesová a Morgan Ciprès (FRA)            | 34,66      | 8,46                  | 8,39                  | 8,29                  | 8,57                  | 8,57                  | 33,83               | 0             | 68,49       |
| 7.  | 4  | Nicole Della Monicaová a Matteo Guarise (ITA)     | 35,73      | 7,93                  | 7,71                  | 8,04                  | 8,07                  | 8,11                  | 31,89               | 0             | 67,62       |
| 8.  | 9  | Miu Suzakiová a Rjúiči Kihara (JPN)               | 32,13      | 6,54                  | 6,07                  | 6,39                  | 6,25                  | 6,36                  | 25,29               | 0             | 57,42       |
| 9.  | 2  | Paige Connersová a Jevgenij Krasnopolskij (ISR)   | 30,7       | 6,25                  | 5,96                  | 6,25                  | 6,39                  | 6,11                  | 24,77               | 1             | 54,47       |
| 10. | 3  | Kim Kju-un a Alex Kam (KOR)                       | 27,7       | 6,18                  | 5,82                  | 6,21                  | 6,18                  | 6,11                  | 24,4                | 0             | 52,1        |

Reference: 

#### Taneční páry
- Datum: 11.2.2018
- Čas: 10:00 KST

| P   | SP | Jméno                                         | Body za TP | Programové komponenty | Programové komponenty | Programové komponenty | Programové komponenty | Programové komponenty | Body za PK, PK(0,8) | Bodové srážky | Body celkem |
| P   | SP | Jméno                                         | Body za TP | BD                    | SP                    | PP                    | CH                    | IH                    | Body za PK, PK(0,8) | Bodové srážky | Body celkem |
| --- | -- | --------------------------------------------- | ---------- | --------------------- | --------------------- | --------------------- | --------------------- | --------------------- | ------------------- | ------------- | ----------- |
| 1.  | 9  | Tessa Virtueová a Scott Moir (CAN)            | 41,61      | 9,61                  | 9,54                  | 9,86                  | 9,79                  | 9,82                  | 38,9                | 0             | 80,51       |
| 2.  | 7  | Maia Shibutaniová a Alex Shibutani (USA)      | 38,42      | 9,32                  | 9,11                  | 9,29                  | 9,36                  | 9,21                  | 37,04               | 0             | 75,46       |
| 3.  | 10 | Jekatěrina Bobrovová a Dmitrij Solovjev (OAR) | 38,11      | 9,14                  | 9                     | 9,18                  | 9,29                  | 9,21                  | 36,65               | 0             | 74,76       |
| 4.  | 8  | Anna Cappelliniová a Luca Lanotte (ITA)       | 37,31      | 8,89                  | 8,71                  | 9,29                  | 9,07                  | 9,29                  | 36,2                | 1             | 72,51       |
| 5.  | 6  | Kana Muramotová a Chris Reed (JPN)            | 32,17      | 7,54                  | 7,32                  | 7,46                  | 7,57                  | 7,57                  | 29,98               | 0             | 62,15       |
| 6.  | 5  | Marie-Jade Lauriaultová a Romain Le Gac (FRA) | 29,08      | 7,25                  | 7,11                  | 7,21                  | 7,25                  | 7,25                  | 28,86               | 0             | 57,94       |
| 7.  | 4  | Wang Š'-jüe a Liou Sin-jü (CHN)               | 27,75      | 7,29                  | 7,11                  | 7,39                  | 7,39                  | 7,36                  | 29,23               | 0             | 56,98       |
| 8.  | 2  | Kavita Lorenzová a Joti Polizoakis (GER)      | 28,97      | 6,96                  | 6,75                  | 7,04                  | 7,14                  | 7                     | 27,91               | 0             | 56,88       |
| 9.  | 3  | Yura Minová a Alexander Gamelin (KOR)         | 24,88      | 6,79                  | 6,54                  | 6,82                  | 6,89                  | 6,82                  | 27,09               | 0             | 51,97       |
| 10. | 1  | Adel Trankovaová a Ronald Zilberberg (ISR)    | 22,32      | 5,57                  | 5,5                   | 5,57                  | 5,75                  | 5,46                  | 22,29               | 0             | 44,61       |

Reference: 